# غريغ إيفانز (لاعب كرة قدم أمريكية)
غريغ إيفانز (بالإنجليزية: Greg Evans)‏ هو لاعب كرة قدم أمريكية أمريكي، ولد في 28 يونيو 1971 في دينجرفيلد في الولايات المتحدة.

## وصلات خارجية
- غريغ إيفانز على موقع مرجع كرة القدم المحترفة.كوم (الإنجليزية)